# 文さんの特選名品館
文さんの特選名品館（ぶんさんのとくせんめいひんかん）は、TBSテレビ他にて放送されていた通販番組である。字幕・ステレオ放送。司会は元TBSアナウンサーの山本文郎で、山本唯一の冠番組でもあった。
放送開始当初のタイトルは「特選名品館」。2006年9月29日をもってTBSでの放送を一旦終了し、BS-i（現在：BS-TBS）においてインフォマーシャル形式で「BS特選名品館」として放送するようになり、2007年春からはCS放送のTBSニュースバード・TBSチャンネルでも放送可能にするため、現行タイトルに改題。
一時的にTBSでの放送が復活していたほか、BS-TBS・TBSチャンネル・TBSニュースバード等においてフィラー扱いで放送されていたが、2014年2月の山本の死去により放送終了となった。その後、その役割を山本の後輩である生島ヒロシが引き継ぎ、『生島ヒロシの特選マルシェ』のタイトルで放送されている。

## 放送時間
TBSにおける放送時期・時間。
- 2005年3月まで：月曜 - 金曜10:20 - 10:30
- 2005年4月 - 2006年9月：月曜 - 金曜15:58 - 16:00
- 2010年10月 - 2010年12月：日曜11:40 - 11:45
- 2011年9月：日曜11:40 - 11:45

以下、番組終了時に「文さんの特選名品館」として放送枠があったもの。
| 放送局                | 放送曜日・放送時間      |
| --------------------- | ----------------------- |
| 中部日本放送（CBC）   | 月曜 - 金曜 4:40 - 4:55 |
| テレビユー山形（TUY） | 水曜 18:54 - 19:00      |
| 熊本放送（RKK）       | 水曜 13:55 - 14:00      |

この他、BS-TBS・TBSチャンネル・TBSニュースバードにおいて、フィラー扱いで放送されていた。

## 出演
- 山本文郎
- 戸田恵美子
- 岡田はるこ 他

## その他のTBS系通販番組
- きょう発セレクション
- ブランチショッピング
- 新鮮卓急便
- 買物大図鑑
- fashion@
- i-コレクション
- 買っトク!
- E娘!
- ふるさとの夢

| TBS 日曜11:40 - 11:45            | TBS 日曜11:40 - 11:45                    | TBS 日曜11:40 - 11:45    |
| 前番組                           | 番組名                                   | 次番組                   |
| -------------------------------- | ---------------------------------------- | ------------------------ |
| メシバナ。                       | 文さんの特選名品館 （2010年10月 - 12月） | 買いテキ!サンデー        |
| 旬のたべごろ〜食べて応援しよう〜 | 文さんの特選名品館 （2011年9月）         | まちドラ〜東京OL処世術〜 |